# Emblemaria atlantica
Emblemaria atlantica är en fiskart som beskrevs av Jordan och Evermann, 1898. Emblemaria atlantica ingår i släktet Emblemaria och familjen Chaenopsidae. Inga underarter finns listade i Catalogue of Life.